# Мандриця
Ма́ндриця (болг. Мандрица) — село в Хасковській області Болгарії. Входить до складу общини Івайловград.

## Населення
За даними перепису населення 2011 року у селі проживали 52 особи, з них 4 особи (80,0%) — болгари.
Розподіл населення за віком у 2011 році:
Динаміка населення: